# Bengt Fredrik Fries
Bengt Fredrik Fries, né le 24 août 1799 à Helsingborg et mort le 7 avril 1839 à Stockholm, est un zoologiste suédois.

## Biographie
Bengt Fredrik Fries est le premier enfant d'Anders Petter Fries (1758-1804) et de Helena Elizabeth Holst (1778-1810). Il est issu d'une fratrie de trois enfants.
Bengt Fredrik Fries a étudié à l'Université de Lund. Il y devient professeur d'histoire naturelle en 1824 et d'anatomie en 1828. Il s'intéresse très tôt à la zoologie, de ce fait, il part étudier l'ichtyologie sur le littoral du Bohuslän de 1837 à 1838. Son projet le plus important est l'ouvrage Poissons de la Suède, comportant une soixantaine de dessins réalisés par Wilhelm von Wright, qu'il coécrit avec Carl Jakob Sundevall.
Il épouse Anna Christina Lundberg (1804-1881) en 1828. Ensemble, ils ont une fille, Axelina Maria Magdalena Fries (1829-1888).

## Travaux
- Observationes entomologicæ (1824)
- Beskrifning nya insekter från Colombien (1833).
- Skandinaviens fiskar: målade efter lefvande exemplar och ritade på sten. Stockholm, P. A. Norstedt & Soner (L'histoire des poissons scandinaves) 1836-1857 avec Carl Ulric Ekström sv : Carl Ulric Ekström et Carl Jakob Sundevall (lire en ligne).